# Edson Rolando Silva Sousa
Edson Rolando Silva Sousa (kurz Edson; * 9. März 1983 in São Vicente, Kap Verde) ist ein ehemaliger portugiesischer Fußballspieler. Er spielte von Januar 2007 bis Anfang 2010 beim rumänischen Erstligisten FC UTA Arad.
In der Saison 2006/07 schoss Edson sechs Tore für UTA Arad in der Rückrunde der rumänischen Liga. Besonders bedeutend war Edsons Tor zum 2:1 gegen FCU Politehnica Timișoara, dem Erzrivalen von UTA. Damit wurde Edson sehr schnell zu einem der Publikumslieblinge.